# P/2012 SB6 (Lemmon)
P/2012 SB6 (Lemmon) — одна з короткоперіодичних комет сім'ї Юпітера. Ця комета була відкрита 17 вересня 2012 року; вона мала 19.3m на час відкриття.